# Lonchaea perfidia
Lonchaea perfidia är en tvåvingeart som beskrevs av Mcalpine 1964. Lonchaea perfidia ingår i släktet Lonchaea och familjen stjärtflugor. Inga underarter finns listade i Catalogue of Life.